# Кобб, Томас
Томас Рид Рутс Кобб (Thomas Reade Rootes Cobb, 10 апреля 1823 — 13 декабря 1862) — американский юрист, писатель, политик и офицер армии Конфедерации. Погиб в сражении при Фредериксберге, где его бригада сумела остановить наступление всей федеральной армии.

## Ранние годы
Кобб родился в округе Джефферсон, штат Джорджия, в семье Джона Кобба и Сары Рутс Кобб. Он был младшим братом Хоуэлла Кобба. Он женился на Мэрион Лампкин, которая была дочерью верховного судьи Джорджии, Джозефа Генри Лампкина. Из нескольких его детей выжили трое: Кэллендер (1848—1911), Сара (1846—1915) и Мэрион (1860—1919). Его дочь Люси (1844—1857) умерла в раннем возрасте и впоследствии он основал Институт Луси Кобб в её память.
В 1841 году он окончил Фрнклин-Колледж при Джорджианском университете, где был членом общества «Phi Kappa Literary Society». В 1842 году получил лицензию адвоката. С 1849 по 1857 работал при верховном суде Джорджии. Кобб был убежденным сецессионистом и делегатом на совете по сецессии. Он так же стал известен как автор трактата по законам о рабовладении: An Inquiry into the Law of Negro Slavery in the United States of America (1858).

## Гражданская война
Во время гражданской войны Кобб служил в Конгрессе Конфедерации и участвовал в разработке Конституции Конфедерации, под которой стоит его подпись. Летом 1861 года он сформировал полк, известный как «Легион Кобба» и 28 августа 1861 года получил звание полковника. Он участвовал в Семидневной битве и в Мерилендской кампании, однако пропустил сражение при Энтитеме, где его замещал подполковник Лютер Гленн. 1 ноября 1862 года Кобб получил звание бригадного генерала (не утверждённое впоследствии Конгрессом). Кобб возглавил джорджианскую бригаду в дивизии генерала Мак-Лоуза:
- 16-й джорджианский полк: полк. Гуди Брайан
- 18-й джорджианский полк: подп. Солон Рафф
- 24й джорджианский полк: полк. Роберт Макмиллан
- Легион Кобба
- Легион Филлипса: подп. Роберт Кук

Основную известность Кобб и его бригада заслужили во время сражения при Фредериксберге. 13 декабря 1862 года трём полкам бригады (18, 24 джорджианским и Легиону Филлпса) было приказано занять передовые позиции у высот Мари. Примерно в 11:00 позиции были атакованы федеральной дивизией генерала Френча. Атака дивизии была отбита с большими потерями, но осколком снаряда был смертельно ранен генерал Кобб (по другой версии — пулей), и командование принял подполковник Макмиллан. У Кобба оказалась повреждена бедренная артерия, и он умер в тот же день.
Генерал Мак-Лоуз впоследствии писал:

Генерал Кобб, раненый мушкетной пулей в икру ноги, умер вскоре после доставки в полевой госпиталь в тылу дивизии. Мы с ним были в близких отношениях и я всегда относился к нему с глубоким почтением, и, я думаю, так относились к нему все, кто знал его великий ум и доброе сердце. Подобно Джексону Каменная Стена, он был глубоко религиозным человеком, твердо убежденным в правоте дела Юга, и он верил, что Бог пошлет нам видимый знак того, что Провидение — за нас, и ежедневно молился за Его участие в нашем деле.
Оригинальный текст (англ.)– General Cobb, who was wounded by a musket ball in the calf of the leg, died shortly after he was removed to the field hospital in rear of the division. He and I were on intimate terms, and I had learned to esteem him warmly, as I believe every one did who came to know his great intellect and his good heart. Like Stonewall Jackson, he was a religious enthusiast, and, being firmly convinced that the South was right, believed that God would give us visible sign that Providence was with us, and daily prayed for His interposition in our behalf. 
— Confederate Military History
Кобба похоронили на кладбище Окони-Хилл в городе Атенс, Джорджия.

## Работы
- Digest of the Statute Laws of Georgia (1851)[1]
- Inquiry into the Law of Negro Slavery in the United States (1858)
- Historical Sketch of Slavery, from the Earliest Periods (1859)
- The Code of the State of Georgia (1861)
- The Code of the State of Georgia (1873)
- The Colonel (1897)